# Schulaufsatz

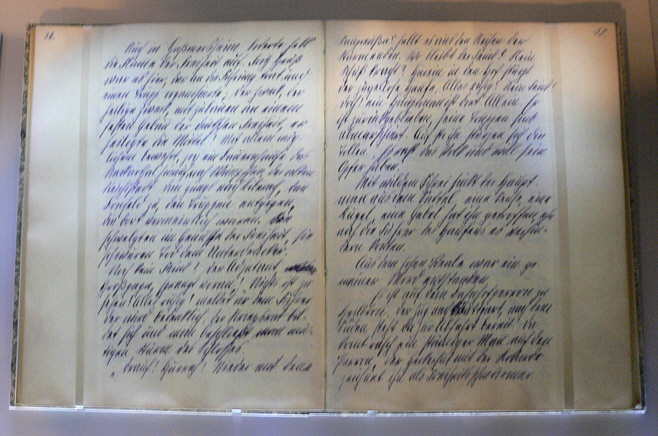
Schulaufsatz von Theodor Heuss, 1898

Ein Schulaufsatz ist ein von einem Schüler verfasster, in sich geschlossener Text zu einem (meist) vom Lehrer vorgegebenen Thema in einer vorgegebenen Form.
Aufsätze sind eine Form der Textproduktion im Sprachunterricht (vor allem im Deutschunterricht) und können als Hausaufgabe, im Schulunterricht oder als Klassenarbeit bzw. Prüfungsleistung geschrieben werden. Häufig wird neben dem Verfassen des eigentlichen Texts auch die vorherige Anfertigung einer Gliederung verlangt. Mit Schulaufsätzen wurde dazu beigetragen, die Schüler in der Hochsprache zu üben. Deshalb wurde in der DDR – mindestens seit 1966 – ein Aufsatz im Fach Deutsch mit fünf Einzelnoten (Rechtschreibung, Grammatik, Ausdruck, Inhalt und Form) bewertet, aus denen die Gesamtnote gebildet wurde – nicht immer als einfacher mathematischer Durchschnitt.
Zu den typischen Aufsatzarten gehören:
- die Erörterung (z. B. anhand eines Sachtexts; bei einer Themenstellung ohne Bezug auf einen vorgegebenen Text auch „freie Erörterung“ oder „Besinnungsaufsatz“ genannt)
- der dialektische Aufsatz mit der Erörterung von These, Antithese und Synthese (Beispiel: „Ist es besser, in der Stadt oder auf dem Land zu wohnen?“)
- die Textinterpretation von fiktionalen Texten (z. B. die Gedichtinterpretation)
- die Bildinterpretation (über Werke der bildenden Kunst)
- die Beschreibung von Bildern, Pflanzen, Tieren, Gegenständen (Beispiel: „Mein Fahrrad“) und Vorgängen
- die Inhaltsangabe von fiktionalen Texten oder Sachtexten
- die Nacherzählung von Texten oder Bildergeschichten
- die freie Erzählung anhand von Reizwörtern oder vorgegebenen Themen (Beispiel: „Ein Tag als Katze“ in Ich-Form)
- der Erlebnisbericht (Erlebniserzählung) über eigene Erlebnisse des Schülers (Beispiel: „Mein schönstes Ferienerlebnis“)
- die Bildergeschichte, d. h., eine gezeichnete Geschichte mit Text versehen
- der sachliche und der private Brief